# Phú An, huyện Cai Lậy
Phú An là một xã thuộc huyện Cai Lậy, tỉnh Tiền Giang, Việt Nam.

## Địa lý
Xã Phú An tiếp giáp xã Đông Hòa Hiệp, thị trấn Cái Bè ở phía nam, tiếp giáp xã An Cư, xã Mỹ Hội ở phía tây, tiếp giáp xã Mỹ Thành Nam ở phía bắc, tiếp giáp thị trấn Bình Phú, xã Cẩm Sơn ở phía đông.
Các sông, kênh, rạch chảy qua địa bàn xã gồm: rạch Bà Phò, sông Bà Tồn, sông Bình Phú, rạch Cầu Kênh, rạch Cây Cui, rạch Giồng, rạch Gò Da, Kênh Ngang, rạch Ông Cha, rạch Ông Cối, rạch Ông Trung, sông Phú An, rạch Thông Lưu. Sông Phú An chảy dài theo hướng bắc nam, chia đôi xã làm hai phần.

## Hành chính
Xã Phú An có diện tích 15,77 km², dân số năm 2013 là 15.149 người, mật độ dân số đạt 961 người/km².
Xã Phú An được chia thành 6 ấp gồm: 1, 2, 3, 4, 5, 6.

## Kinh tế – Xã hội
Vị trí của xã thuận lợi khi nằm cạnh Quốc lộ 1, là đường giáp ranh phía tây xã với xã khác. Phía bắc địa bàn xã có Huyện lộ 23A chạy qua theo hướng tây - đông, phía nam địa bàn xã có Huyện lộ 27 chạy qua cũng theo hướng tây - đông, trung tâm mua bán của xã là chợ Phú An nằm tại tuyến đường này. Có hai cây cầu lớn bắc qua sông Phú An là cầu Phú An 1 của tuyến Huyện lộ 27, cầu Phú An 2 của tuyến Huyện lộ 23A. Hai đường đan dọc hai bờ sông là đường Tây Bình Long và đường Đông Bình Long.
Diện tích vườn cây ăn trái của xã là 1.320 ha (13,2 km²), hầu hết là các loại cây có giá trị kinh tế cao như sầu riêng, bưởi da xanh, mít Thái.
Năm 2018, thu nhập bình quân đầu người của xã Phú An đạt gần 44 triệu đồng.
Công trình đáng chú ý trong xã là biệt thự Bùi Văn Tài là tòa nhà lớn 6 tầng với kiến trúc độc đáo.

### Di tích
Chùa Phước Điền thuộc ấp 5 là một ngôi chùa cổ, được xây dựng vào năm 1855.

## Ảnh
|  |  |  |  |
|  |  |  |  |
|  |  |  |  |